# Bakr al-Su Baixi
Bakr al-Su Baixi fou un general otomà d'origen àrab de l'Iraq de principis del segle XVII.
A principis del segle XVII a la zona frontera de l'Iraq hi havia constants revoltes de soldats que calia sufocar. En aquest context, vers el 1620, amb la seva brutalitat com a líder del cos de seguretat, Bakr va adquirir una posició predominant dominant les decisions del feble paixà de Bagdad. Va aplanar una conspiració contra la seva persona a aquesta ciutat. De facto va esdevenir l'home fort de la regió.
Per reduir el seu poder tant els geníssers com Azeban de Bagdat, malgrat que eren rivals, van decidir atacar-lo conjuntament a la tornada d'una expedició a Bagdat on havia lluitat contra una de les tribus àrabs del centre de l'Iraq. Assabentat de l'atac que havien planejat, Bakr va decidir assetjar la ciutat, matant als dos líders de l'atac, Yusuf Pasha i el comandant Azeban. El sultà pel contrari va enviar un exèrcit a Bagdad des de la província lleial més propera, la de Diyar Bakr. Durant unes setmanes es va combatre ferotgement i Bakr va cridar llavors en ajut al xa de Pèrsia Abbas I el Gran; per evitar enfrontar-se als perses el paixà de Diyar Bakr, Hafiz Ahmad, el va haver de confirmar en el govern de Bagdad, i es va retirar.
Els perses van arribar a Bagdad on Bakr va refusar deixar-los entrar; després d'unes negociacions sense èxit, els perses van assetjar la ciutat i es va haver de rendir; l'entrega la va fer el seu fill i Bagdad fou saquejada. Bakr va morir junt a centenars d'habitants, massacrats pels perses.